# Ана Љубинковић
Ана Љубинковић (1985) српска је модна дизајнерка, позната по својим креацијама које комбинују  ретро и футуристичке елементе. Живи и ради у Београду.

## Каријера
Студирала је сликарство и завршила уметност на Универзитету у Београду. Њена прва модна колекција представљена је 2004. године на Београдској недељи моде. 2008. отворила је модну радњу са дизајнером Борисом Николићем. Њена сестра Ива је дизајнер ципела. Учествовала је на Лондонској недељи моде 2015. године као део групе српских дизајнера, где је добила награду Најбољи млади дизајнер. Њене креације су се појавиле у италијанском и британском Вогу, као и у многобројним српским модним часописима. Међу њеним клијентима су Лејди Гага, Мајли Сајрус, Талија Сторм, Милица Павловић. глумица Џои Кинг, а такође је радила костиме за Моје 3, током учешћа на Песми Евровизије.